# Linia kolejowa nr 773
Linia kolejowa nr 773 – pierwszorzędna, jednotorowa, niezelektryfikowana linia kolejowa łącząca stację Boguszów-Gorce i posterunek odgałęźny Boguszów-Gorce Wschód (dawna stacja Boguszów-Gorce Towarowy).